# 三氧化二镅
三氧化二鋂是一种无机化合物，化学式为Am2O3，其颜色取决于晶型，六方型的是棕色的，而立方型的是红褐色的，后者在800 °C转化为前者。它可溶于酸。由於鋂的所有同位素是由人工生產的，因此氧化鋂(III)不存在于自然界。

## 制备
三氧化二镅可由氢气在600 °C还原二氧化镅制得。
{\displaystyle {\ce {2 AmO2 + H2 -> Am2O3 + H2O}}}